# Franck Manga Guela
Franck Manga „Did’dy“ Guela (* 19. Juni 1986 in Abidjan) ist ein ivorischer Fußballspieler.
Er spielt auf der Position des linken Außenstürmers. Bisher hat Guela drei Spiele für die Nationalmannschaft der Elfenbeinküste absolviert, wobei ihm ein Treffer gelang.

## Vereinskarriere
Guela begann seine Karriere bei der Académie de Sol Beni, dem Reserveteam von ASEC Mimosas, in seiner Heimat Elfenbeinküste. Danach ging er nach Südafrika zu den Mamelodi Sundowns. Dort konnte er durch gute Leistungen auf sich aufmerksam machen, sodass er schließlich nach Europa wechselte. Auch bei seinen ersten Profistationen in Griechenland brachte Guela gute Leistungen. So wurde der kroatische Spitzenklub Dinamo Zagreb auf den schnellen Außenstürmer aufmerksam und verpflichtete ihn zur Saison 2007/08. Hier konnte er sich jedoch nicht durchsetzen und wechselte zurück nach Griechenland zum AE Larisa. Dort geriet er durch gute Leistungen ins Visier einiger Klubs aus Deutschland, unter anderem dem MSV Duisburg und Arminia Bielefeld. Nachdem er jedoch das von den Duisburgern angebotene Probetraining ablehnte, verloren diese das Interesse an Guela. Schließlich wechselte er im Sommer 2009 nach Ende seines Vertrags in Larisa ablösefrei zu Arminia Bielefeld in die 2. Fußball-Bundesliga. Nach dem Abstieg der Arminia war Guela für eine ganze Saison vereinslos. Zur Saison 2012/13 wurde er vom bulgarischen Erstligisten und Meister Ludogorez Rasgrad verpflichtet. Dort kam er regelmäßig zum Einsatz, löste seinen Vertrag aber Anfang 2013 auf. Im Sommer 2013 heuerte er bei Apollon Smyrnis in der griechischen Super League an. Am Ende der Spielzeit 2013/14 musste er mit seinem Team absteigen. Anschließend wechselte er in die Vereinigten Arabischen Emirate.

## Sonstiges
- Guela gilt als ein sehr schneller und technisch versierter Außenstürmer, der auf der linken Seite einsetzbar ist.
- Sein Spitzname lautet „Did’dy“. Unter diesem wollte Guela auch nach seinem Wechsel zu Arminia Bielefeld auflaufen. Aufgrund der Bestimmungen des DFB, die nur eingetragene Künstlernamen als Trikotnamen erlauben, war dies jedoch nicht möglich.